# Górne Lomami
Górne Lomami (fr. Haut-Lomami) – jedna z 26 prowincji w Demokratycznej Republice Konga.

## Geografia

### Położenie
Górne Lomami leży w południowo-wschodniej części Demokratycznej Republice Konga. Graniczy z czterema prowincjami: Górna Katanga, Tanganika, Lomami oraz Lualaba. Położona jest na średniej wysokości 887 m n.p.m. Na terenie prowincji znajdują się głównie sawanny. Na północy prowincji leży Rezerwat Przyrody Elephants De Kaniama. Znajduje się tam także jedno skupisko jezior, na którym powstał Park Narodowy Upemba. Największym jeziorem jest Upemba; oprócz niego znajdują się tam m.in. jezioro Kabwe, Kisale, czy Zimbabo. W obrębie prowincji znajduje się także Wyżyna Katanga oraz pojedyncze pasma górskie z niewysokimi szczytami, m.in. Mitumba, czy Kibara.
Najczęściej występujące tam minerały to beryle, kasyteryty oraz kolumbity.

### Podział
Górne Lomami podzielone jest na 6 terytoriów: Bukama, Kabongo, Kamina, Kaniama oraz Malemba-Nkulu oraz jedno miasto - Kamina.

### Największy miasta
- Kamina (stolica prowincji)
- Bukama
- Kabongo
- Kaniama
- Malemba-Nkulu[4]

## Historia
Od 1966 roku Górne Lomami było częścią prowincji Katanga. Powstało w 2015 roku na mocy konstytucji przyjętej w 2006 roku. Od początku istnienia prowincji do 8 listopada 2018 roku rządził nią Marcel Lenge, kiedy został zdymisjonowany, a jego stanowisko objął André Lubambu. Powodem odwołania Marcela Lenge było oskarżenie o nieprzedstawienie programu działań oraz udziału w zamachach na rezydencje urzędników przed zaczęciem głosowania. W kolejnych dniach ludność prowincji opowiedziała się za przywróceniem Marcela Lenge.
Na podstawie decyzji nr 54 ministra spraw zagranicznych Jacka Czaputowicza z dnia 23 lipca 2019 r. w Lubumbashi na terenie prowincji Górna Katanga powstał Konsulat Rzeczypospolitej Polskiej, który obejmuje prowincje Górna Katanga, Tanganika, Górne Lomami oraz Lualaba.

## Demografia
Populacja terenu prowincji Górne Lomami wzrosła od 1984 roku do 2015 roku ponad trzykrotnie. Według spisu z 1 lipca 1984 r. populacja wynosiła 891,021 osób, w 2010 roku 2,426,000, a 5 lat później (w 2015 roku) 2,957.000 osób.

## Opieka zdrowotna
Podobnie jak w całym kraju, prowincja Górne Lomami została podzielona na strefy (fr. Zones de Santé, skrót ZS), które biorą pod opiekę od 100.000 do 150.000 osób. Oddziałuje tam 5 dużych stref, z których każda dzieli się na mniejsze strefy, których jest piętnaście. Każda strefa oprócz ZS Kaniama, która nie posiada żadnej opieki, ma przynajmniej 70 zakładów (szpitali i ośrodków zdrowia). W całej prowincji działa ponad trzysta zakładów opieki zdrowotnej.

## Transport
Trzy czwarte sieci drogowej na terenie prowincji ma zły stan, 21 procent ma stan średni, a jedyne 5 procent dróg posiada stan dobry do użytku. Oprócz tego w obrębie Górnego Lomami  znajdują się pojedyncze linie kolejowe oraz lotniska.